# Kabinett Jimmy Morales

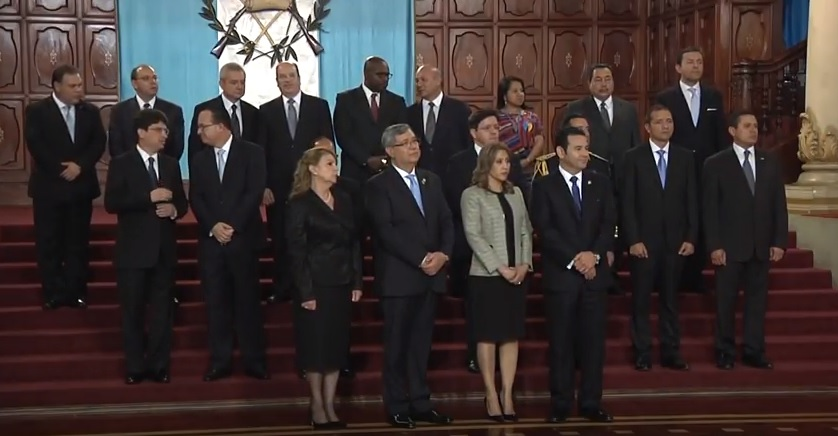
Gruppenbild der Regierung 2016

Das Kabinett Jimmy Morales bildete vom 14. Januar 2016 bis zum 14. Januar 2020 die Regierung von Guatemala. Es wurde vom Kabinett Giammattei abgelöst und löste das Kabinett Alejandro Maldonado Aguirre ab. Es wurde nach der Präsidentschafts- und Parlamentswahl in Guatemala 2015 gebildet.

## Kabinettsmitglieder
| Amt                                                         | Bild | Name                            | Amtszeit                           |
| ----------------------------------------------------------- | ---- | ------------------------------- | ---------------------------------- |
| Präsident                                                   |      | Jimmy Morales Cabrera           | 14. Januar 2016–14. Januar 2020    |
| Vizepräsident                                               |      | Jafeth Cabrera Franco           | 14. Januar 2016–14. Januar 2020    |
| Minister für Landwirtschaft, Viehzucht und Ernährung        |      | Mario Méndez Montenegro         | 14. Januar 2016–14. Januar 2020    |
| Minister für Umwelt und natürliche Ressourcen               |      | Sydney Alexander Samuels Wilson | 14. Januar 2016–16. Januar 2018    |
| Minister für Umwelt und natürliche Ressourcen               |      | Alfonso Alonzo Vargas           | 16. Januar 2018–14. Januar 2020    |
| Minister für Kommunikation, Infrastruktur und Wohnungswesen |      | Sherry Lucrecia Ordóñez Castro  | 14. Januar 2016–25. Januar 2016    |
| Minister für Kommunikation, Infrastruktur und Wohnungswesen |      | José Luis Benito Ruiz           | 25. Januar 2016–2. Februar 2016    |
| Minister für Kommunikation, Infrastruktur und Wohnungswesen |      | Aldo Estuardo García Morales    | 2. Februar 2016–13. April 2018     |
| Minister für Kommunikation, Infrastruktur und Wohnungswesen |      | José Luis Benito Ruiz           | 13. April 2018–14. Januar 2020     |
| Minister für Kultur und Sport                               |      | José Luis Chea Urruela          | 14. Januar 2016–12. November 2018  |
| Minister für Kultur und Sport                               |      | Elder de Jesús Súchite Vargas   | 12. November 2018–14. Januar 2020  |
| Minister für Nationale Verteidigung                         |      | Williams Mansilla               | 14. Januar 2016–2. Oktober 2017    |
| Minister für Nationale Verteidigung                         |      | Luis Miguel Ralda               | 2. Oktober 2017–19. Dezember 2019  |
| Minister für Nationale Verteidigung                         |      | Albin Enrique Dubois Ramírez    | 19. Dezember 2019–14. Januar 2020  |
| Minister für soziale Entwicklung                            |      | José Guillermo Moreno Cordón    | 14. Januar 2016–28. Juli 2017      |
| Minister für soziale Entwicklung                            |      | Ennio Horlando Galicia Muñoz    | 8. August 2017–16. Januar 2018     |
| Minister für soziale Entwicklung                            |      | Alcides René Obregón Muñoz      | 16. Januar 2018–23. April 2018     |
| Minister für soziale Entwicklung                            |      | Carlos Velásquez Monge          | 23. April 2018–14. Januar 2020     |
| Wirtschaftsminister                                         |      | Rubén Estuardo Morales Monroy   | 14. Januar 2016–29. April 2017     |
| Wirtschaftsminister                                         |      | Víctor Manuel Asturias Cordón   | 2. Mai 2017–16. Januar 2018        |
| Wirtschaftsminister                                         |      | Acisclo Valladares Urruela      | 16. Januar 2018–14. Januar 2020    |
| Bildungsminister                                            |      | Óscar Hugo López Rivas          | 14. Januar 2016–14. Januar 2020    |
| Minister für Energie und Bergbau                            |      | José Pelayo Castañón            | 14. Januar 2016–26. April 2016     |
| Minister für Energie und Bergbau                            |      | Luis Alfonso Chang Navarro      | 26. April 2016–14. Januar 2020     |
| Minister für öffentliche Finanzen                           |      | Julio Héctor Estrada            | 14. Januar 2016–13. September 2018 |
| Minister für öffentliche Finanzen                           |      | Víctor Martínez Ruiz            | 13. September 2018–14. Januar 2020 |
| Innenminister                                               |      | Francisco Manuel Rivas Lara     | 14. Januar 2016–26. Januar 2018    |
| Innenminister                                               |      | Enrique Degenhart               | 26. Januar 2018–14. Januar 2020    |
| Außenminister                                               |      | Carlos Raúl Morales             | 14. Januar 2016–27. August 2017    |
| Außenminister                                               |      | Sandra Jovel                    | 27. August 2017–14. Januar 2020    |
| Minister für Gesundheit und Sozialhilfe                     |      | José Alfonso Cabrera Escobar    | 14. Januar 2016–26. Juli 2016      |
| Minister für Gesundheit und Sozialhilfe                     |      | Lucrecia Hernández Mack         | 26. Juli 2016–29. August 2017      |
| Minister für Gesundheit und Sozialhilfe                     |      | Carlos Soto Menegazzo           | 29. August 2017–14. Januar 2020    |
| Minister für Arbeit und soziale Sicherheit                  |      | Leticia Teleguario              | 14. Januar 2016–18. September 2018 |
| Minister für Arbeit und soziale Sicherheit                  |      | Gabriel Aguilera                | 18. September 2018–14. Januar 2020 |